# 4662 Runk
4662 Runk è un asteroide della fascia principale. Scoperto nel 1984, presenta un'orbita caratterizzata da un semiasse maggiore pari a 2,7938749 UA e da un'eccentricità di 0,1079514, inclinata di 6,07753° rispetto all'eclittica.
L'asteroide è dedicato al paesaggista ceco Ferdinand Runk.